# Anzapahhadu
Anzapahhadu va ser rei d'Arzawa cap a la segona meitat del segle xiv aC. Va succeir a Tarhunta-Radu.
El rei hitita Tudhalias III (va regnar cap als anys 1370-1350 aC) va ocupar Sallapa, que pertanyia a Arzawa i va conquerir la "Terra Baixa Hitita" i després va reocupar Tuwanuwa. En aquest moment sembla que era rei Anzapahhadu que va derrotar a un exèrcit hitita dirigit per Himuili, però immediatament va ser aniquilat per un altre exèrcit dirigit pel rei Subiluliuma I (va regnar entre els anys 1344 aC i 1320 aC). Subiluliuma va enviar al governador Hanuttis a reconquerir Hapalla, cosa que va aconseguir. Mursilis II, fill de Subiluliuma, diu que Tudhalias III i Subiluliuma van necessitar vint anys per conquerir Arzawa, la qual cosa vol dir que cap el 1330 aC o poc després el regne d'Arzawa va quedar sotmès.
A Anzapahhadu li va succeir Uhha-Ziti.